# 熊本産業展示場
熊本産業展示場（くまもとさんぎょうてんじじょう）は、熊本県上益城郡益城町にある常設展示場。愛称はグランメッセ熊本（グランメッセくまもと、GRANDMESSE KUMAMOTO）。

## 概要
- 開館時間 - 基本9:00 - 17:00。ただし開催イベントによっては24時間。
- 休館日 - 無休（ただし不定期に施設点検の為の休日が月に1日設定される）
- 入館料 - 基本無料（開催イベントによる）
- 指定管理者 - 熊本産業文化振興 株式会社（期間：2021年4月1日 - 2026年3月31日予定[3]）

## 沿革
- 1998年（平成10年）3月 - 開館。当時は財団法人グランメッセ熊本が運営。
- 2006年（平成18年） - 指定管理者制度導入。指定期間は5年。現在四期目。

## 施設

### 1F
- 展示ホール

150m×54m（8,100m2）、天井高約15mの大展示ホール。4つに区画が可能。大型車両も進入可。
約10000人収容

### 2F
- コンベンションホール
- 会議室
  - 中会議室（84人収容）
  - 大会議室（144人収容）
- レストラン・グランディール
  - 席数：160席
  - 営業時間：11:00 - 18:00

### 駐車場
- 無料駐車場（2,200台収容）

## 交通アクセス

### バス
- 熊本市方面
  - 熊本駅（のりば1）・熊本桜町バスターミナルより産交バス「空港リムジンバス」または「たかもり号」乗車、「グランメッセ前」バス停下車（約30-40分）。
- 阿蘇くまもと空港方面
  - 阿蘇くまもと空港（1番のりば）より産交バス「空港リムジンバス」または「たかもり号」乗車、「グランメッセ前」バス停下車（約15分）。
- ひのくに号他九州各地発熊本行都市間高速バスの場合、「益城インター口」バス停下車徒歩約15分。

なお大規模イベント開催時には市内・阿蘇くまもと空港から臨時バスを運行することがあるためを注意したい。

### 自家用車
- 九州自動車道「益城熊本空港I.C.」より約3分。
- 阿蘇くまもと空港より約15分。
- 熊本県庁より約15分。
- 熊本市中心部より熊本県道36号熊本益城大津線（第二空港線）で約40分。